# Lijst van families van spinnen
Onderstaand een lijst van families van spinnen.
Er zijn 109 families van spinnen, die zijn ingedeeld in drie groepen: de Mesothelae, Mygalomorphae en Araneomorphae.
| Onderorde Mesothelae 1 familie           |                          |
| Familie                                  | Nederlandse naam         |
| Liphistiidae Thorell, 1869               |                          |
| Onderorde Mygalomorphae 15 families      |                          |
| Mecicobothriidae Holmberg, 1882          |                          |
| Microstigmatidae Raven & Platnick, 1981  |                          |
| Hexathelidae Simon, 1892                 |                          |
| Dipluridae Simon, 1889                   |                          |
| Nemesiidae Simon, 1892                   | Bruine klapdeurspinnen   |
| Theraphosidae Thorell, 1870              | Vogelspinnen             |
| Paratropididae Simon, 1889               |                          |
| Barychelidae Simon, 1889                 |                          |
| Atypidae Thorell, 1870                   | Mijnspinnen              |
| Antrodiaetidae Gertsch, 1940             |                          |
| Cyrtaucheniidae Simon, 1892              |                          |
| Idiopidae Simon, 1892                    | Valdeurspinnen           |
| Ctenizidae Thorell, 1887                 | Valdeurspinnen           |
| Migidae Simon, 1892                      |                          |
| Actinopodidae Simon, 1892                | Muisspinnen              |
| Onderorde Araneomorphae 93 families      |                          |
| Hypochilidae Marx, 1888                  |                          |
| Austrochilidae Zapfe, 1955               |                          |
| Gradungulidae Zapfe, 1955                |                          |
| Filistatidae Ausserer, 1867              | Spleetwevers             |
| Drymusidae Simon, 1893                   |                          |
| Periegopidae Simon, 1893                 |                          |
| Scytodidae Blackwall, 1864               | Lijmspuiters             |
| Sicariidae Keyserling, 1880              | Vioolspinnen             |
| Leptonetidae Simon, 1890                 |                          |
| Ochyroceratidae Fage, 1912               |                          |
| Telemidae Fage, 1913                     |                          |
| Diguetidae F. O. Pickard-Cambridge, 1899 |                          |
| Pholcidae C.L. Koch, 1851                | Trilspinnen              |
| Plectreuridae Simon, 1893                |                          |
| Caponiidae Simon, 1890                   |                          |
| Tetrablemmidae O.P.-Cambridge, 1873      |                          |
| Dysderidae C.L. Koch, 1837               | Celspinnen               |
| Oonopidae Simon, 1890                    | Dwergcelspinnen          |
| Orsolobidae Cooke, 1965                  |                          |
| Segestriidae Simon, 1893                 | Zesoogspinnen            |
| Eresidae C.L. Koch, 1851                 | Koepelspinnen            |
| Hersiliidae Thorell, 1870                |                          |
| Oecobiidae Blackwall, 1862               | Spiraalspinnen           |
| Archaeidae C.L. Koch & Berendt, 1854     |                          |
| Holarchaeidae Forster & Platnick, 1984   |                          |
| Mecysmaucheniidae Simon, 1895            |                          |
| Micropholcommatidae Hickman, 1943        |                          |
| Pararchaeidae Forster & Platnick, 1984   |                          |
| Huttoniidae Simon, 1893                  |                          |
| Palpimanidae Thorell, 1870               |                          |
| Stenochilidae Thorell, 1873              |                          |
| Malkaridae Davies, 1980                  |                          |
| Mimetidae Simon, 1881                    | Spinneneters             |
| Deinopidae C.L. Koch, 1850               |                          |
| Uloboridae Thorell, 1869                 | Wielwebkaardespinnen     |
| Anapidae Simon, 1895                     | Dwergkogelspinnen        |
| Araneidae Simon, 1895                    | Wielwebspinnen           |
| Cyatholipidae Simon, 1894                |                          |
| Linyphiidae Blackwall, 1859              | Hangmat- en dwergspinnen |
| Mysmenidae Petrunkevitch, 1928           |                          |
| Nesticidae Simon, 1894                   | Holenspinnen             |
| Pimoidae Wunderlich, 1986                |                          |
| Sinopimoidae Li & Wunderlich, 2008       |                          |
| Symphytognathidae Hickman, 1931          |                          |
| Synaphridae Wunderlich, 1986             |                          |
| Synotaxidae Simon, 1894                  |                          |
| Tetragnathidae Menge, 1866               | Strekspinnen             |
| Nephilidae Simon, 1894                   | Wielwebspinnen           |
| Theridiidae Sundevall, 1833              | Kogelspinnen             |
| Theridiosomatidae Simon, 1881            | Parapluspinnen           |
| Ctenidae Keyserling, 1877                | Kamspinnen               |
| Lycosidae Sundevall, 1833                | Wolfspinnen              |
| Oxyopidae Thorell, 1870                  | Lynxspinnen              |
| Pisauridae Simon, 1890                   | Kraamwebspinnen          |
| Psechridae James, 1989                   |                          |
| Senoculidae Simon, 1890                  |                          |
| Stiphidiidae Simon, 1917                 |                          |
| Trechaleidae Simon, 1890                 |                          |
| Zoridae F.O.P-Cambridge, 1893            | Stekelpootspinnen        |
| Zoropsidae Simon, 1890                   |                          |
| Agelenidae C.L. Koch, 1837               | Trechterspinnen          |
| Amphinectidae Forster & Wilton, 1973     |                          |
| Amaurobiidae Thorell, 1870               | Nachtkaardespinnen       |
| Anyphaenidae Bertkau, 1878               | Buisspinnen              |
| Cybaeidae Banks, 1892                    | Waterspinnen             |
| Desidae Pocock, 1895                     | Getijdenspinnen          |
| Dictynidae O.P-Cambridge, 1871           | Kaardertjes              |
| Hahniidae Bertkau, 1878                  | Kamstaartjes             |
| Nicodamidae Simon, 1898                  |                          |
| Sparassidae Bertkau, 1872                | Jachtkrabspinnen         |
| Selenopidae Simon, 1897                  |                          |
| Zodariidae Thorell, 1881                 | Mierenjagers             |
| Tengellidae Dahl, 1908                   |                          |
| Chummidae Jocqué, 2001                   |                          |
| Clubionidae Wagner, 1887                 | Struikzakspinnen         |
| Cycloctenidae Simon, 1898                |                          |
| Homalonychidae Simon, 1893               |                          |
| Miturgidae Simon, 1885                   | Spoorspinnen             |
| Phyxelididae Lehtinen, 1967              |                          |
| Titanoecidae Lehtinen, 1967              | Rotskaardespinnen        |
| Ammoxenidae Simon, 1893                  |                          |
| Cithaeronidae Simon, 1893                |                          |
| Gallieniellidae Lehtinen, 1947           |                          |
| Gnaphosidae Pocock, 1898                 | Bodemjachtspinnen        |
| Lamponidae Simon, 1893                   |                          |
| Prodidomidae Simon, 1893                 |                          |
| Trochanteriidae Karsch, 1879             |                          |
| Philodromidae Thorell, 1870              | Renspinnen               |
| Thomisidae Sundevall, 1833               | Krabspinnen              |
| Salticidae Blackwall, 1842               | Springspinnen            |
| Corinnidae Karsch, 1880                  | Loopspinnen              |
| Liocranidae Simon, 1897                  | Bodemzakspinnen          |